# Американсько-хорватські відносини
Американсько-хорватські відносини (англ. American-Croatian relations, хорв. američko-hrvatski odnosi) — історичні та поточні двосторонні відносини між Сполученими Штатами Америки та Хорватією.

## Опис
Зовнішні, дипломатичні, економічні та політичні відносини між Хорватією та США встановилися 7 квітня 1992 року після розпаду Югославії. Сучасні взаємини вважаються теплими та дружніми, зі стійкою двосторонньою співпрацею. Хорватська діаспора у США налічує приблизно 500 000 осіб, що частково визначає зовнішню політику Хорватії. Дві держави мають міцні зв'язки завдяки туризму, імміграції, іноземній допомозі та економічній взаємозацікавленості.
Хорватія та США — близькі військові союзники, їх поєднує потужний двосторонній військово-промисловий комплекс. Ця їхня близькість спричинила розміщення у Хорватії регіональних підрозділів таких розвідувальних служб США, як ЦРУ і АНБ. Обидві держави входять до НАТО, використовуючи аерокосмічне й оборонне виробництво Хорватії та військові операції США для просування багатосторонніх ініціатив. Після катастрофи безпілотника Ту-141 у 2022 році в Загребі США відрядили два винищувачі F-16, демонструючи військову силу на користь Хорватії. Американські інтереси в Хорватії зосереджені на стабілізаційному впливі США в регіоні та розширенні глобального охоплення спільними західними цінностями.
Обидві країни входять до складу ООН, Ради євроатлантичного партнерства, Організації з безпеки та співробітництва в Європі, Міжнародного валютного фонду, Світового банку і Світової організації торгівлі. Хорватія має посольство у Вашингтоні, а також генеральні консульства в Чикаго, Лос-Анджелесі та Нью-Йорку. США має посольство в Загребі.

## Дипломатичні представництва

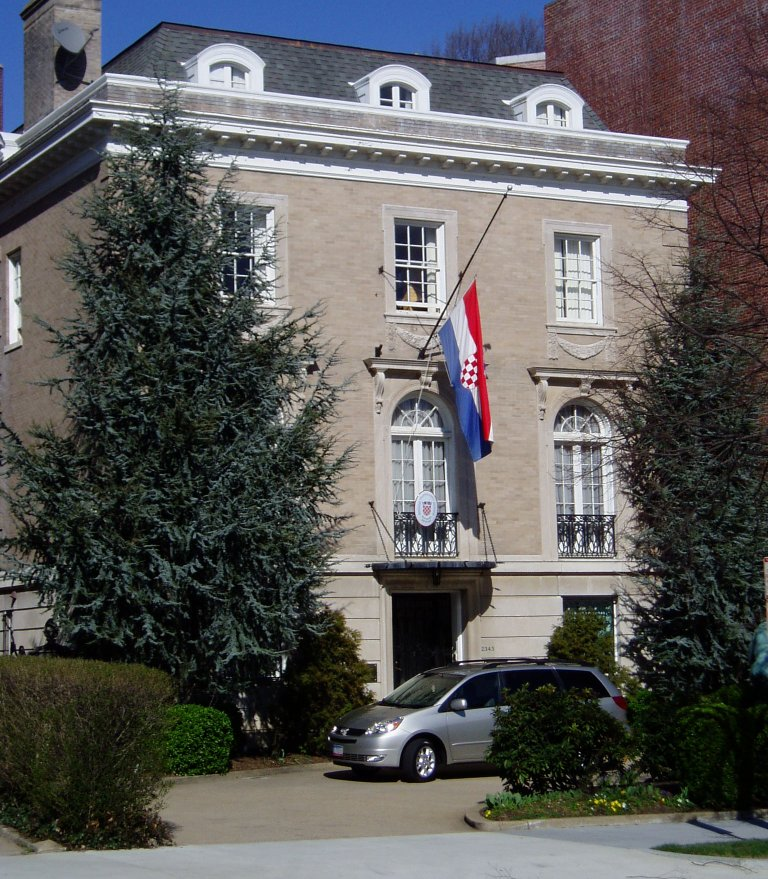
Посольство Хорватії у Вашингтоні (2005)

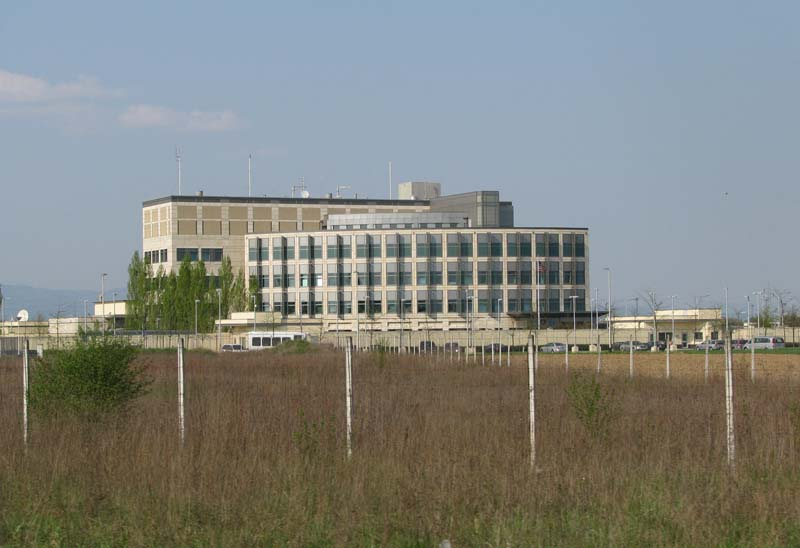
Посольство Сполучених Штатів Америки в Загребі (2009)

Офіційна американська присутність у Загребі сягає принаймні 1920 року, коли в цьому місті відкрилося консульство США в Королівстві сербів, хорватів і словенців, у складі якого в ті часи (з 1922 року) Загреб був центром однойменної області. Консульство продовжило працювати у Королівстві Югославії до початку Другої світової війни. Тогочасна звітність засвідчує, що у відповідь на захоплення німцями Загреба та подальше створення Незалежної Держави Хорватія (НДХ) американський дипломатичний персонал покинув місто у проміжку з 1 по 14 травня 1941 року. Того самого року НДХ оголосила Сполученим Штатам війну, хоча США ніколи формально не визнавали цю нову державу. Після війни консульство в Загребі відновило свою роботу 9 травня 1946 р., розташувавшись спочатку в невеликих приміщеннях поблизу Ботанічного саду. 1 серпня 1958 консульство набуло статусу генерального.
Після розпаду Югославії США визнали Хорватію як незалежну державу 7 квітня 1992 року, а 25 серпня 1992 року Генеральне консульство США в Загребі стало посольством США в Хорватії. Американським послом у Хорватії став Пітер Гелбрейт, який обіймав цю посаду з 1993 по 1998 рік.
2 червня 2003 року відкрився нинішній комплекс будівель Посольства США в Хорватії площею 8000 м2, що знаходиться в Загребі на південний захід від Бузина. Згідно зі статтею на основі витоку дипломатичних телеграм, опублікованою 2013 року в The Independent, посольство, а саме його п'ятий поверх, використовується як регіональна база ЦРУ та АНБ.
Посольство США в Загребі — статутний член Ліги зелених посольств і член-засновник Загребської ради зеленого будівництва. Згідно з цим, посольство підтримує програми переробки відходів, скорочення використання енергії та води. Посольство також спонсорує Американські куточки в бібліотеках Осієка, Рієки, Задара і Загреба.

## Історія

### Початки
Морська республіка Рагуза з центром у хорватському місті Дубровник була однією з перших іноземних країн, яка де-факто визнала незалежність США. Це фактичне визнання сталося 7 липня 1783 року зусиллями рагузького консула в Парижі Франческо Фаві. Однак Рагузька республіка так і не визнала Сполучені Штати «де-юре».

### Візити американських президентів до Хорватії

#### Неофіційні

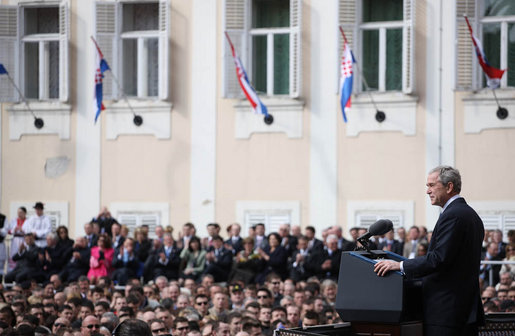
Джордж Буш виголошує промову на площі св. Марка (2008)

Першим Президентом США, що здійснив візит до Хорватії, був Річард Ніксон, який завітав до Загреба 2 жовтня 1970 року протягом свого державного візиту до Соціалістичної Федеративної Республіки Югославії. Вибір відвідати Загреб під час політичних і культурних подій у Соціалістичній Республіці Хорватія, кульмінацією яких згодом стала «хорватська весна», а також похвала Ніксона «духу Хорватії» та його вигук «Хай живе Хорватія! Хай живе Югославія!» було витлумачено як заявлену підтримку хорватської самобутності та більшої автономності у федеративних рамках Югославії.
Першим Президентом США, який відвідав незалежну Хорватію, був Білл Клінтон. 13 січня 1996 року Клінтон провів кілька годин в Загребському аеропорту, повертаючись після візиту до Сил втілення у Тузлі, що в Боснії і Герцеговині. Під час цього короткого перебування Клінтон виступив перед натовпом, який розмахував хорватськими та американськими прапорами, а потім зустрівся з президентом Хорватії Франьо Туджманом.

#### Візит Джорджа Буша-молодшого
4 квітня 2008 року Президент США Джордж Буш прибув до Загреба з офіційним 2-денним державним візитом. Приїзд відбувся відразу після Бухарестського саміту країн НАТО, де Хорватія та Албанія отримали запрошення приєднатися до альянсу. Буш зустрівся з президентом Хорватії Стіпе Месичем і прем'єр-міністром Іво Санадером та виступив із промовою на площі св. Марка в центрі Загреба. Під час візиту пройшли мирні мітинги на знак протесту проти зовнішньої політики США та прийдешнього членства Хорватії в НАТО.

### Візит до Хорватії Гілларі Клінтон

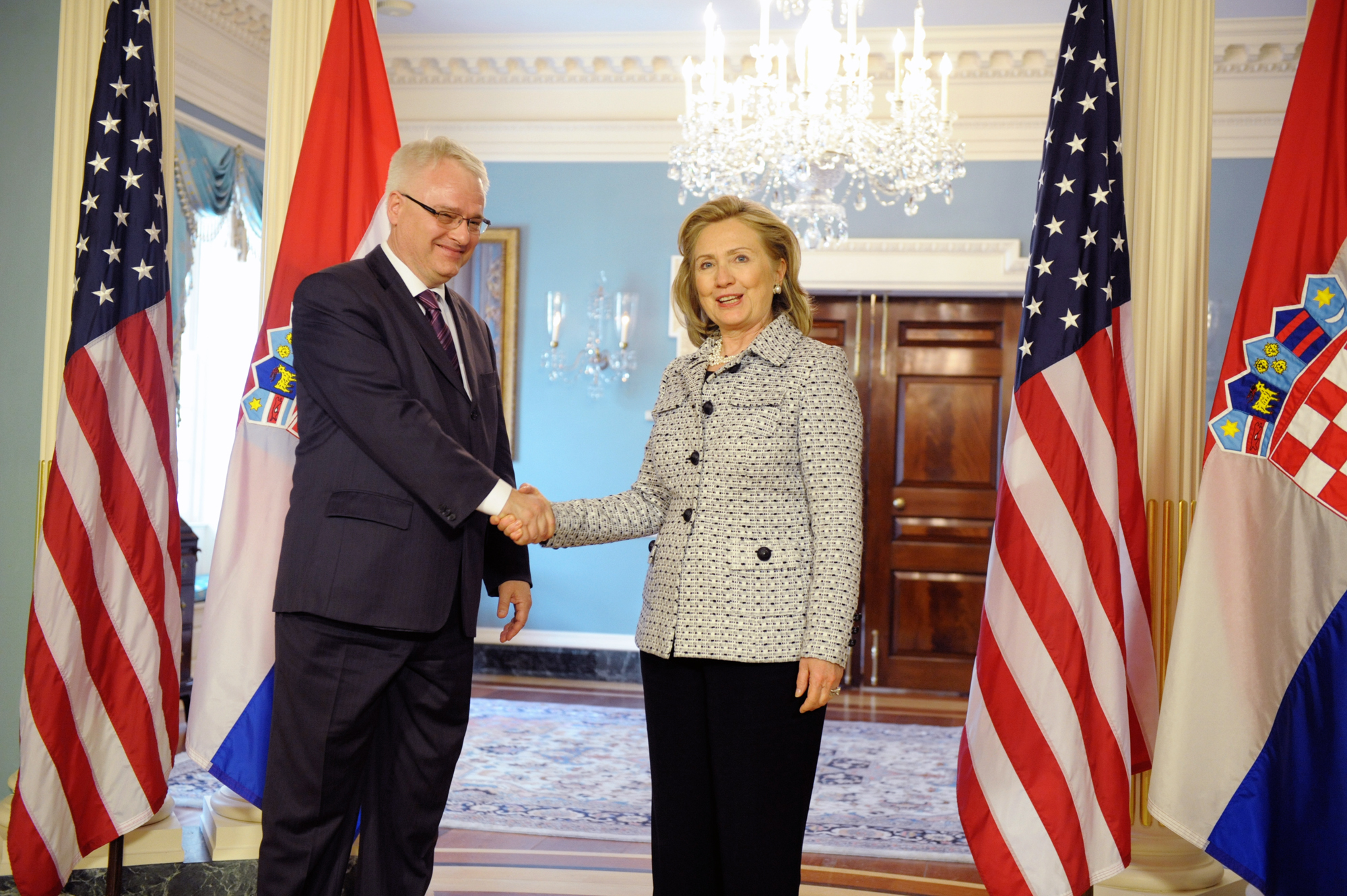
Іво Йосипович та Гілларі Клінтон (2011)

30 жовтня 2012 року Хорватію відвідала Державний секретар США Гілларі Клінтон. Під час свого візиту вона зустрілася з багатьма хорватськими високопосадовцями, включаючи президента Іво Йосиповича, прем'єр-міністра Зорана Мілановича та міністра закордонних справ Весну Пусич. Основними темами обговорень були роль Хорватії в НАТО та приєднання Хорватії до Європейського Союзу, а також економічні відносини між США та Хорватією. Держсекретар Клінтон назвала Хорватію «лідером у Південно-Східній Європі», яка має високоосвічену робочу силу, розвинену інфраструктуру, чудове геополітичне положення, додавши, що це перспективний напрямок, але все ще існує необхідність у додаткових реформах, підвищенні прозорості, ліквідації бюрократичних бар'єрів, а також приватизації фірм, які досі належать державі.

### Візит до Хорватії Джо Байдена
25 листопада 2015 року віцепрезидент США Джо Байден відвідав Хорватію як спеціальний гість саміту лідерів Брдо-бріунського процесу, який збирає глав держав-наступниць колишньої Югославії та ще Албанії, а також спеціальних гостей. На саміті співголовували президент Хорватії Колінда Грабар-Китарович і президент Словенії Борут Пахор. На пленарному засіданні обговорювалися теми інтеграції Південно-Східної Європи в євроатлантичні процеси, мігрантська криза, виклики безпеці та боротьба з тероризмом, конфлікти на Близькому Сході та в Україні, а також енергетика. Віцепрезидент Байден заявив: «Для Сполучених Штатів і для мене особисто, але я говорю від імені президента Обами, цей регіон становить надзвичайний інтерес упродовж останніх 25 років». Окрім того, Байден похвалив Брдо-бріунську ініціативу як «хорошу роботу, оскільки вдається останні п'ять років збирати глав держав на переговори». Віцепрезидент США також зустрівся з прем'єр-міністром Хорватії Зораном Мілановичем і міністром закордонних справ Весною Пусич, із якими обговорив обстановку на Близькому Сході, особливо війну в Сирії, міграційну кризу та ситуацію з безпекою у світі після терактів у Парижі 2015.

### Візит до Хорватії Майка Помпео

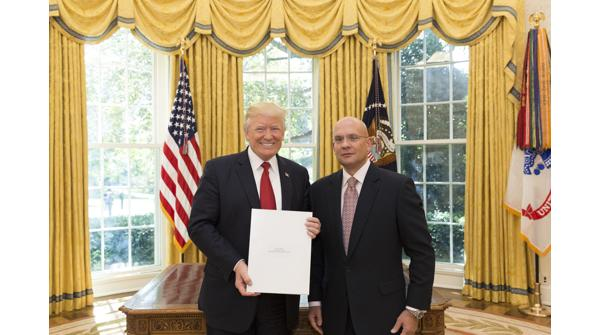
Посол П'єр Шимунович вручає вірчі грамоти Президенту США Дональдові Трампу (2017)

2 жовтня 2020 року державний секретар США Майк Помпео відвідав Дубровник, де провів зустріч із прем'єр-міністром Хорватії Андреєм Пленковичем та іншими хорватськими урядовцями. Після зустрічі міністр закордонних справ Хорватії Гордан Грлич Радман заявив, що Хорватія не підписувала жодного документа, згідно з яким вона зобов'язується утримуватися від співпраці з Китаєм у питаннях безпеки відносно 5G. Візит Помпео був затьмарений заявами президента Хорватії Зорана Мілановича, який різко розкритикував найвище керівництво США, сказавши, серед іншого, що Дональд Трамп спаплюжив міжнародну репутацію Сполучених Штатів. Після візиту Помпео Міланович, який не брав участі у прийомі держсекретаря, виступив проти Ініціативи трьох морів, зазначивши, що це була ініціатива адміністрації Обами, яка потенційно шкідлива для Хорватії, оскільки націлена на ізоляцію Росії, а також Німеччини, і в цій спробі, за його словами, Хорватії не слід брати участі.

## Військове співробітництво

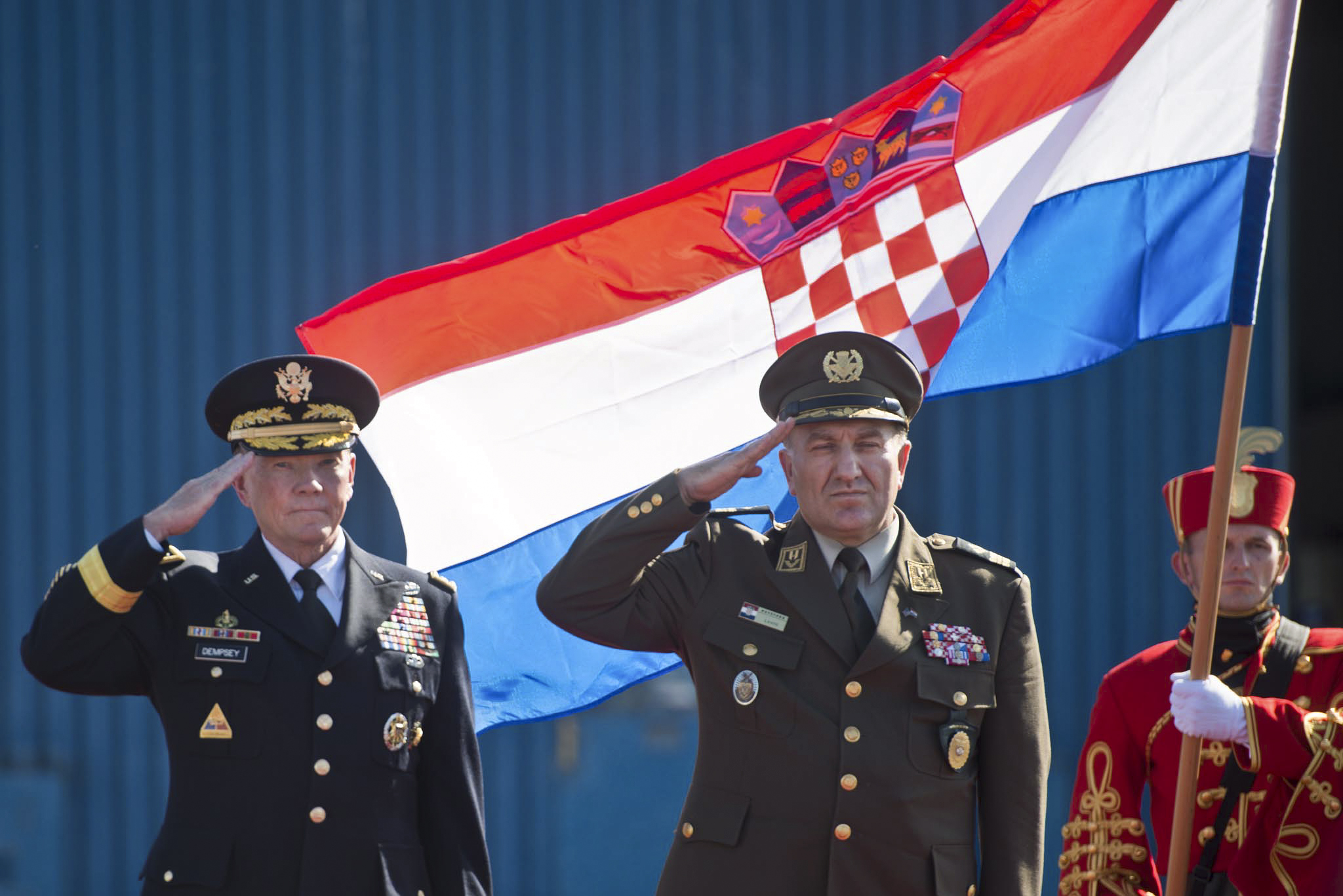
Генерал армії США Мартін Демпсі та начальник Генерального штабу Збройних сил Хорватії генерал Драго Ловрич (2014)

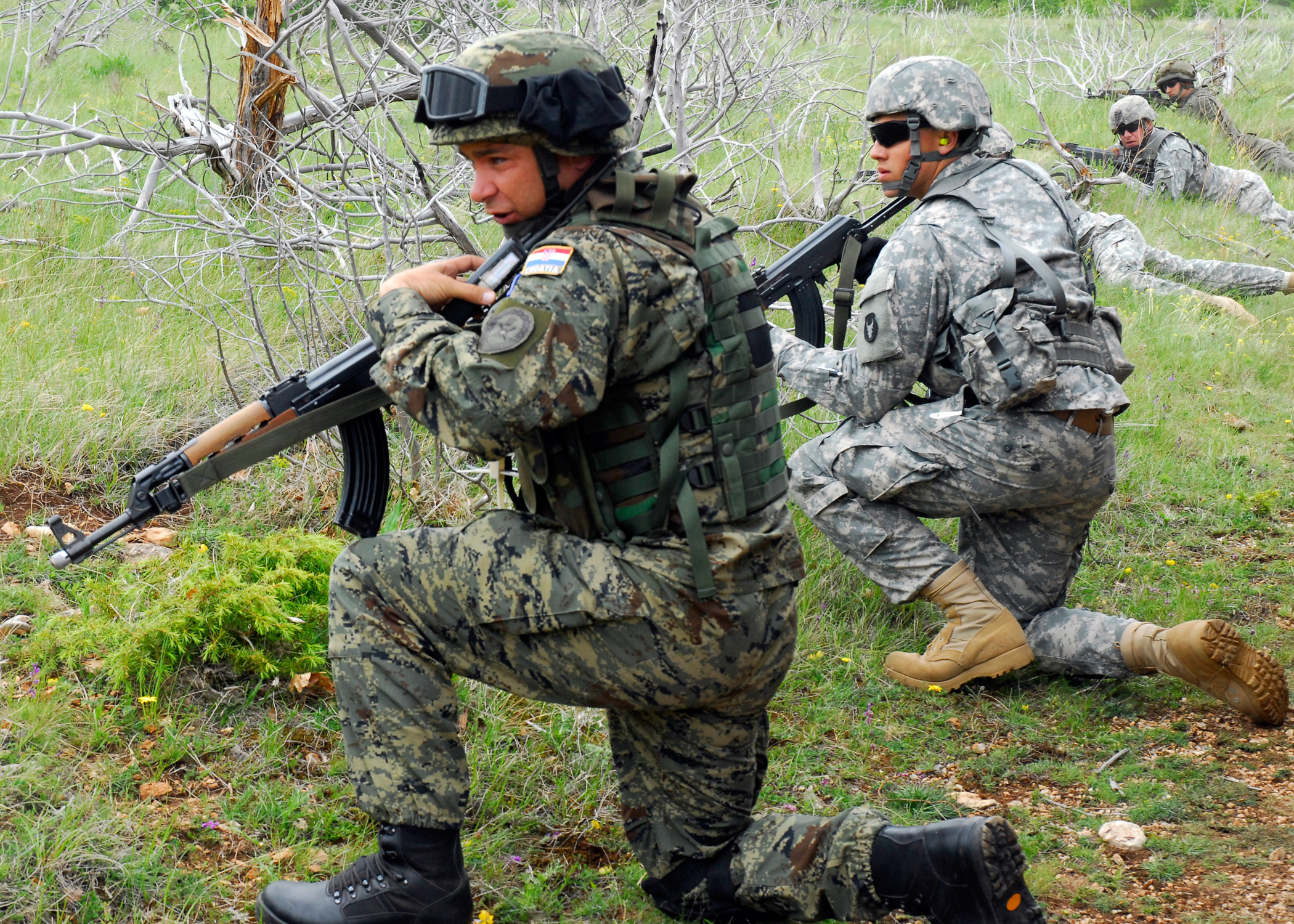
Солдати Національної гвардії Міннесоти тренуються з бійцями хорватської армії під час військових навчань Guardex 12 у 2012 році

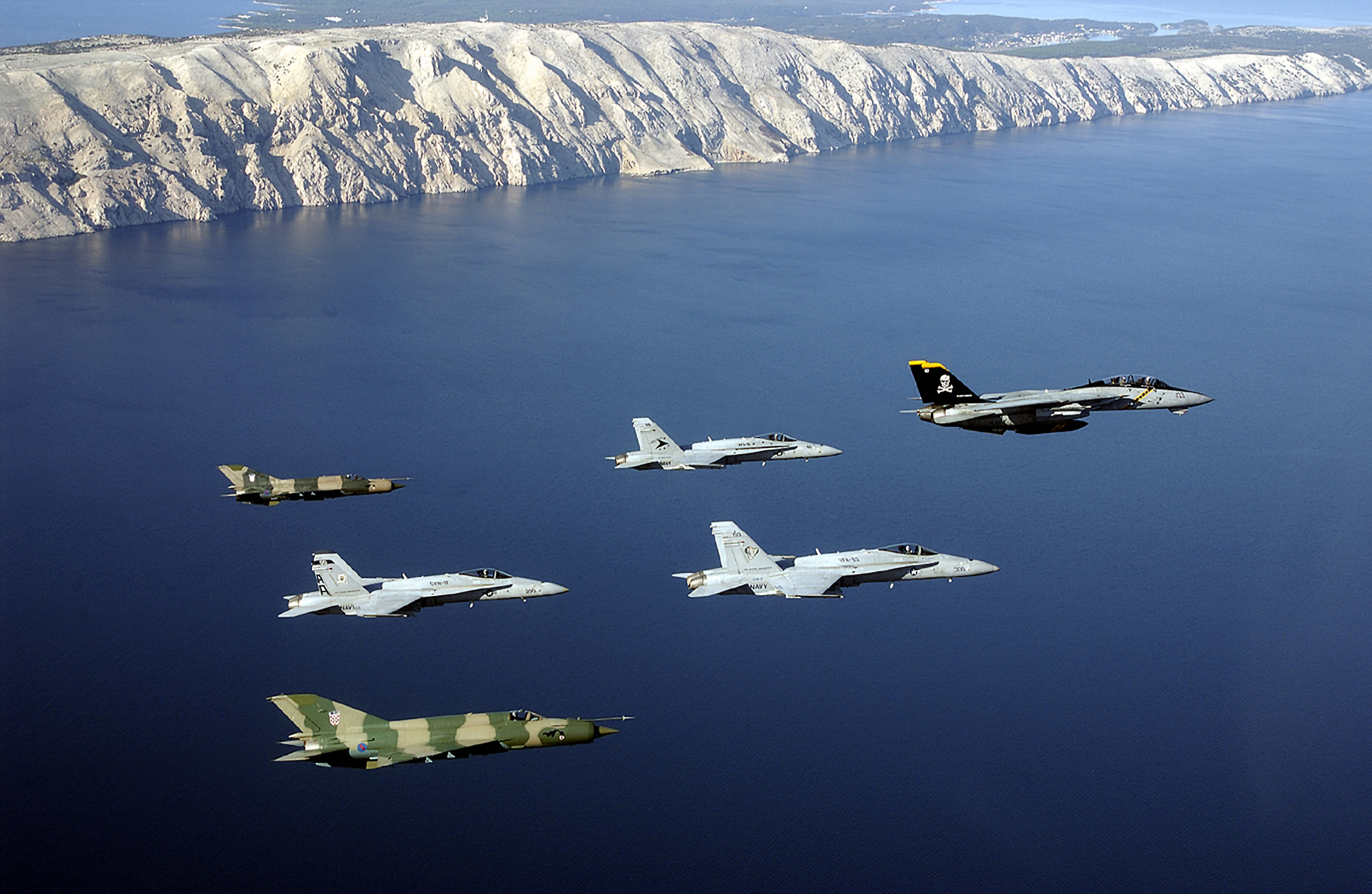
Літаки ВПС Хорватії і ВМС США беруть участь у багатонаціональних навчаннях (2009)

За даними сайту Держдепартаменту США на січень 2020 року, Міністерство оборони США мало «міцні військові відносини з Хорватією», причому США надавали військову допомогу Хорватії у вигляді вишколу, оснащення, позик на оснащення та навчання в американських військових школах.
У квітні 2014 року Хорватія отримала 30 американських автомобілів MRAP із тих 212 автомобілів MRAP, які уряд США вирішив подарувати Хорватії.
5 серпня 2015 року Хорватія провела військовий парад за участю тисяч вояків, військової техніки та реактивних літаків на відзначення 20-ї річниці операції «Буря» — ключового наступу в її боротьбі за незалежність. США направили делегацію своїх високопосадовців у складі командувача Національної гвардії Міннесоти генерала Річарда Неша, заступника командувача збройними силами США в Європі генерала Рандза Кі, аташе з питань оборони США Дугласа Фаерті та посла США в Хорватії Кеннета Мертена.
США та Хорватія співпрацюють в 11 військових програмах, фондах та ініціативах.